# Jan Kula
Jan Kula (* 2. Februar 1922 in Zakopane; † 6. April 1995 ebenda) war ein polnischer nordischer Skisportler. Er wurde 1947 und 1950 polnischer Meister im Skispringen. Darüber hinaus war Kula während des Zweiten Weltkriegs als Soldat am Westfeldzug beteiligt.

## Werdegang
Kula, der seine Sport-Ausbildung bei Wisła Zakopane begann, wechselte 1938 zu SN PTT Zakopane, wo er mit Bronisław Czech und den Marusarz-Brüdern Stanisław und Andrzej die besten Skispringer des Landes als Trainingspartner hatte. Im folgenden Jahr fand die Weltmeisterschaft in seiner Heimatstadt Zakopane statt, an der er mit siebzehn Jahren als jüngster Athlet in seiner Disziplin teilnahm. Nach Sprüngen auf 75,0 und 74,0 Metern belegte er den elften Platz und wurde zweitbester Pole. Der Wettbewerb wurde gleichzeitig auch als polnische Meisterschaft ausgetragen, womit Kula seine erste nationale Medaille gewann.
Kula meldete sich nach dem Überfall auf Polen bei der Armee und kämpfte in den folgenden Jahren unter anderem auch gegen den Westfeldzug der deutschen Wehrmacht. Nach dem Feldzug wurde er in der Schweiz interniert und nahm erneut an Skisprungwettbewerben teil.
1946 kehrte Kula nach Polen zurück und setzte seine Sportkarriere fort. Bei der internationalen Skiwoche 1947 im französischen Chamonix belegte Kula den sechsten Platz beim Sprungwettbewerb und gewann kurze Zeit später von der Wielka Krokiew in Zakopane seinen ersten Meistertitel. Bei den Olympischen Winterspielen 1948 in St. Moritz belegte er unter schwierigen Bedingungen den 33. Platz. Nach der Auflösung seines Vereins SN PTT trat Kula dem Verein WKS Zakopane bei und gewann bei der ersten Meisterschaft nach dem Wechsel seine zweite Goldmedaille bei nationalen Meisterschaften.
Zwischen 1947 und 1954 gewann er fünfmal den Czech-Marusarzówna-Memorial-Skisprungwettbewerb in Zakopane und konnte sich so an der Spitze des polnischen Skispringens etablieren. Darüber hinaus nahm Kula auch an den polnischen Meisterschaften in der Nordischen Kombination teil, bei denen er 1951 mit dem zweiten Platz hinter Józef Daniel Krzeptowski sein bestes Resultat erzielen konnte.
1956/57 nahm Kula an der fünften Austragung der Vierschanzentournee teil, wo er in der Gesamtwertung den 36. Rang belegte. Nachdem er den Anschluss an die besten polnischen Skispringer verloren hatte, beendete Kula 1960 im Alter von 38 Jahren seine Karriere. Als internationaler Ski-Richter blieb er dem Sport allerdings verbunden.
Im Laufe seines Lebens wurde Kula mehrfach geehrt. So bekam er unter anderem den Orden Polonia Restituta und das französische Croix de guerre verliehen. Aufgrund seiner sportlichen Leistungen wurde er zudem mit dem Titel „Verdienter Meister des Sports“ ausgezeichnet. Nach seinem Tod im Jahr 1995 wurde Kula auf dem Neuen Friedhof in Zakopane begraben.

## Statistik

### Olympische Winterspiele
- 1948 St. Moritz: 33. Einzel

### Weltmeisterschaften
- 1939 Zakopane: 11. Einzel

### Vierschanzentournee-Platzierungen
| Saison  | Platz | Punkte |
| ------- | ----- | ------ |
| 1956/57 | 36.   | 538,4  |